# 九转大肠

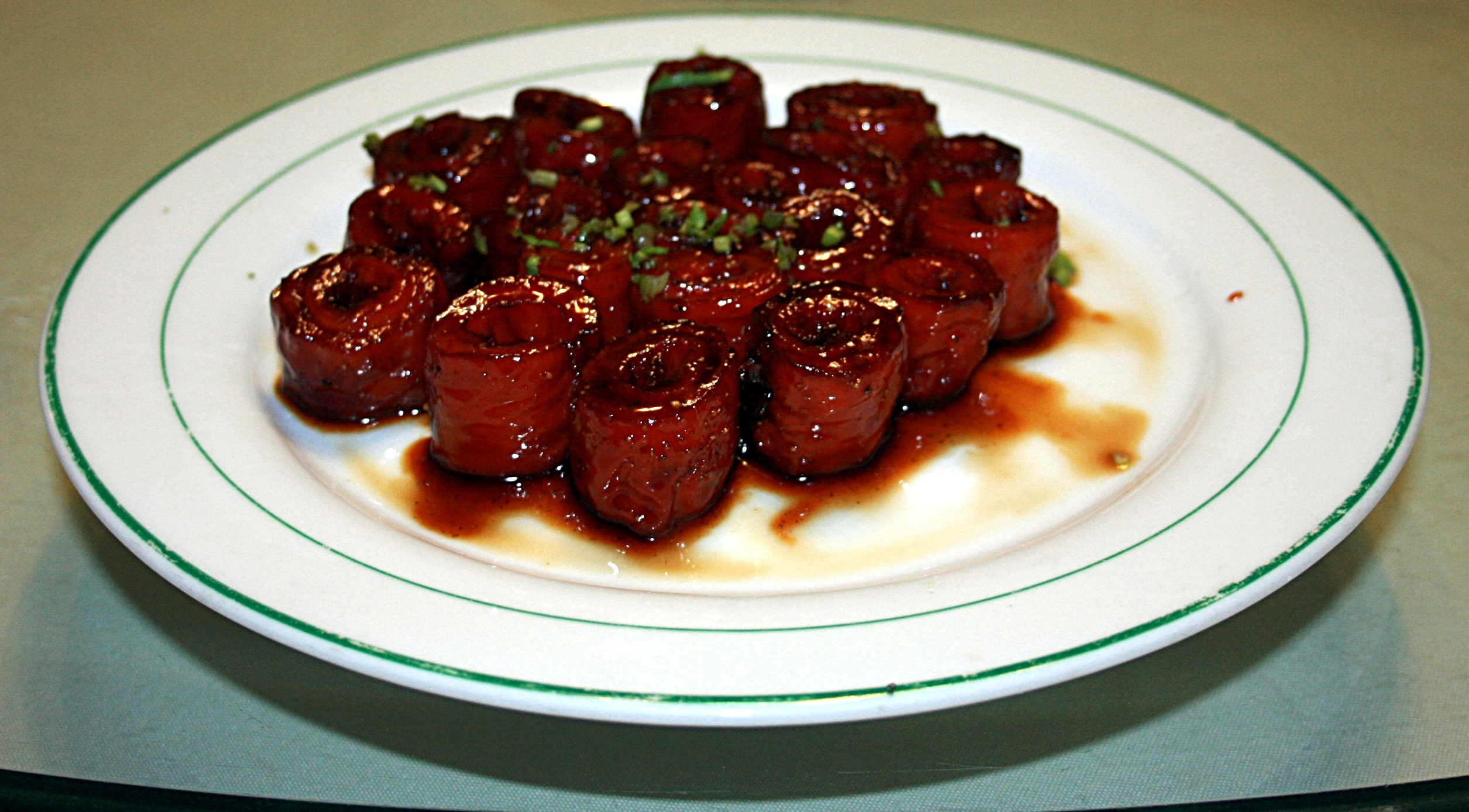
盛盘后的九转大肠

九转大肠是鲁菜中的济南派名菜，是一道以猪大肠製成的菜餚。

## 历史
“九转大肠”出于清朝光绪初年，由九华楼酒店首创，最初稱為“红烧大肠”。制作时先加香料用开水煮至软酥，然后红烧，出勺入锅反复数次，直到烧煨至熟。后来在烹饪方法上又有改进，水煮熟后，入锅烧之前要先送油锅炸，成为先煮，再炸，后烧三部分，使得成品味道更加鲜美。调料有砂仁、肉桂、豆蔻、大葱、大姜、大蒜、料酒、清汤、酱油、香油等。口味甜、酸、苦、辣、鹹兼有，烧成后再撒上芫荽末，盛入盘中红润透亮，肥而不腻，闻名于市。有一次店東杜氏宴客，酒席上了此菜，众人品尝这个佳肴都赞不绝口。有一文士说，如此佳肴当取美名，杜表示欢迎。这个客人一方面为迎合杜氏喜“九”之癖，另外，也是赞美高厨的手艺，当即取名“九转大肠”。同座都问何典？他说道家善炼丹，有“九转仙丹”之名。此美肴制作方法精细如“九炼”般，品尝又如服“金丹”，可与仙丹媲美，举桌都为之叫绝。从此，“九转大肠”之名声誉日盛，流传至今。

## 网络梗
2012年中国大陆综艺节目《顶级厨师》中，选手俞涛烹饪了这道菜品，并辯稱制作过程中有意保留了一些“原味”，结合节目评委试吃后的表情，许多观众眼中像是食材没有清洗干净，这段视频2023年初在中国大陆迅速传播并成为一个網络梗。

## 外部來源
- 《時報周刊》我吃故我在─九轉粉腸
- 山東名菜 ▪ 九轉肥腸 （页面存档备份，存于）